# كأس الأمم الإفريقية لكرة الصالات 2024
كأس الأمم الإفريقية لكرة الصالات 2024 (بالإنجليزية: 2024 Futsal Africa Cup of Nations)‏ هي النسخة السابعة من البطولة، استضافها المغرب بالرباط شهر أبريل من سنة 2024، وذلك بكل من القاعة المغطاة التابعة للمجمع الرياضي الأمير مولاي عبد الله والقاعة الأولمبية ابن ياسين.
هذه المسابقة تابعة للاتحاد الإفريقي لكرة القدم، وقد تنافست على لقبها ثمانية منتخبات ضمن مجموعتين، انتهت المباريات بينها بفوز منتخب المغرب لكرة الصالات، ليحصد بذلك لقبه الثالث إفريقيا على التوالي، بعد تغلبه على منتخب أنغولا بخمسة أهداف مقابل هدف واحد.
تأهل كل من المغرب وأنغولا وليبيا إلى كأس العالم لكرة الصالات التي من المقرر أن تقام بدولة أوزبكستان من 14 سبتمبر إلى 6 أكتوبر 2024.

## البطل
| بطولة أفريقيا لكرة القدم الخماسية 2024 |
| -------------------------------------- |
| · المغرب · للمرة الثالثة               |

## المترشحون لكأس العالم 2024 بأوزباكستان
- المغرب
- أنغولا
- ليبيا